# Volta a la Comunitat Valenciana 2021
La Volta a la Comunitat Valenciana 2021, 72a edició de la Volta a la Comunitat Valenciana, fou una competició ciclista per etapes que es disputà entre el 14 i el 18 d'abril de 2021 sobre un recorregut de 715,7 km repartits entre cinc etapes. La cursa formarà part del calendari de l'UCI ProSeries 2021, amb una categoria 2.Pro.
El vencedor final fou el suís Stefan Küng (Groupama-FDJ), vencedor de la contrarellotge individual. L'acompanyaren al podi Nélson Oliveira i Enric Mas Nicolau (Team Movistar).

## Equips
L'organització convidà a 21 equips a prendre part en aquesta cursa.
| WorldTeams (4)- Cofidis - Groupama-FDJ - Lotto Soudal - Movistar Team ProTeams (8)- Arkéa-Samsic - B&B Hotels p/b KTM - Bingoal Pauwels Sauces WB - Burgos-BH - Caja Rural-Seguros RGA - Equipo Kern Pharma - Euskaltel-Euskadi - Rally Cycling Equips continentals (3)- EvoPro Racing - Tarteletto-Isorex - Mg.k Vis VPM |
| |

## Etapes
| Etapa    | Data      | Ciutats d'etapa               | type                      | Distància (km) | Desnivell (m) | Vencedor de l'etapa | Líder de la general |
| -------- | --------- | ----------------------------- | ------------------------- | -------------- | ------------- | ------------------- | ------------------- |
| 1a etapa | 14 de abr | Elx – Ondara                  | etapa de mitja muntanya   | 168,92         | 2.557 m       | Miles Scotson       | Miles Scotson       |
| 2a etapa | 15 de abr | Alacant – Alacant             | etapa plana               | 177,4          | 1.471 m       | Arnaud Démare       | Miles Scotson       |
| 3a etapa | 16 de abr | Torrent – la Font de la Reina | etapa de mitja muntanya   | 164,83         | 3.336 m       | Enric Mas Nicolau   | Enric Mas Nicolau   |
| 4a etapa | 17 de abr | Xilxes – Almenara             | contrarellotge individual | 14,4           | 43 m          | Stefan Küng         | Stefan Küng         |
| 5a etapa | 18 de abr | Paterna – València            | etapa plana               | 91,72          | 664 m         | Arnaud Démare       | Stefan Küng         |

### Etapa 1
| \| Classificació de l'etapa \| Classificació de l'etapa \| Classificació de l'etapa \| Classificació de l'etapa \| Classificació de l'etapa \| \| Corredor \| Corredor \| Equip \| Temps \| \| \| ------------------------ \| ------------------------ \| ------------------------- \| ------------------------ \| ------------------------ \| \| 1r \| Miles Scotson \| Groupama-FDJ \| 4h 14' 57" \| \| \| 2n \| John Degenkolb \| Lotto-Soudal \| + 28" \| \| \| 3r \| Alan Riou \| Arkéa-Samsic \| + 28" \| \| \| 4t \| Colin Joyce \| Rally Cycling \| + 28" \| \| \| 5è \| Simone Consonni \| Cofidis \| + 28" \| \| \| 6è \| Thibault Ferasse \| B&B Hotels p/b KTM \| + 28" \| \| \| 7è \| Stefan Küng \| Groupama-FDJ \| + 28" \| \| \| 8è \| Franck Bonnamour \| B&B Hotels p/b KTM \| + 28" \| \| \| 9è \| Jonathan Lastra Martínez \| Caja Rural-Seguros RGA \| + 28" \| \| \| 10è \| Rémy Mertz \| Bingoal Pauwels Sauces WB \| + 28" \| \| |                          |                           |            |
| |                          |                           |            |
| Font: ProCyclingStats |                          |                           |            |
| Classificació de l'etapa |                          |                           |            |
| Corredor | Corredor                 | Equip                     | Temps      |
| 1r | Miles Scotson            | Groupama-FDJ              | 4h 14' 57" |
| 2n | John Degenkolb           | Lotto-Soudal              | + 28"      |
| 3r | Alan Riou                | Arkéa-Samsic              | + 28"      |
| 4t | Colin Joyce              | Rally Cycling             | + 28"      |
| 5è | Simone Consonni          | Cofidis                   | + 28"      |
| 6è | Thibault Ferasse         | B&B Hotels p/b KTM        | + 28"      |
| 7è | Stefan Küng              | Groupama-FDJ              | + 28"      |
| 8è | Franck Bonnamour         | B&B Hotels p/b KTM        | + 28"      |
| 9è | Jonathan Lastra Martínez | Caja Rural-Seguros RGA    | + 28"      |
| 10è | Rémy Mertz               | Bingoal Pauwels Sauces WB | + 28"      |

| \| Classificació general \| Classificació general \| Classificació general \| Classificació general \| Classificació general \| \| Corredor \| Corredor \| Equip \| Temps \| \| \| --------------------- \| --------------------- \| --------------------- \| --------------------- \| --------------------- \| \| 1r \| Miles Scotson \| Groupama-FDJ \| 4h 14' 47" \| \| \| 2n \| John Degenkolb \| Lotto-Soudal \| + 32" \| \| \| 3r \| Alan Riou \| Arkéa-Samsic \| + 34" \| \| \| 4t \| Enric Mas Nicolau \| Movistar Team \| + 35" \| \| \| 5è \| Nélson Oliveira \| Movistar Team \| + 36" \| \| \| 6è \| Victor Lafay \| Cofidis \| + 37" \| \| \| 7è \| Colin Joyce \| Rally Cycling \| + 38" \| \| \| 8è \| Simone Consonni \| Cofidis \| + 38" \| \| \| 9è \| Thibault Ferasse \| B&B Hotels p/b KTM \| + 38" \| \| \| 10è \| Stefan Küng \| Groupama-FDJ \| + 38" \| \| |                   |                    |            |
| |                   |                    |            |
| Font: ProCyclingStats |                   |                    |            |
| Classificació general |                   |                    |            |
| Corredor | Corredor          | Equip              | Temps      |
| 1r | Miles Scotson     | Groupama-FDJ       | 4h 14' 47" |
| 2n | John Degenkolb    | Lotto-Soudal       | + 32"      |
| 3r | Alan Riou         | Arkéa-Samsic       | + 34"      |
| 4t | Enric Mas Nicolau | Movistar Team      | + 35"      |
| 5è | Nélson Oliveira   | Movistar Team      | + 36"      |
| 6è | Victor Lafay      | Cofidis            | + 37"      |
| 7è | Colin Joyce       | Rally Cycling      | + 38"      |
| 8è | Simone Consonni   | Cofidis            | + 38"      |
| 9è | Thibault Ferasse  | B&B Hotels p/b KTM | + 38"      |
| 10è | Stefan Küng       | Groupama-FDJ       | + 38"      |

### Etapa 2
| \| Classificació de l'etapa \| Classificació de l'etapa \| Classificació de l'etapa \| Classificació de l'etapa \| Classificació de l'etapa \| \| Corredor \| Corredor \| Equip \| Temps \| \| \| ------------------------ \| ------------------------ \| ------------------------- \| ------------------------ \| ------------------------ \| \| 1r \| Arnaud Démare \| Groupama-FDJ \| 4h 09' 23" \| \| \| 2n \| Timothy Dupont \| Bingoal Pauwels Sauces WB \| + 0" \| \| \| 3r \| Caleb Ewan \| Lotto-Soudal \| + 0" \| \| \| 4t \| Simone Consonni \| Cofidis \| + 0" \| \| \| 5è \| Sebastián Mora Vedri \| Movistar Team \| + 0" \| \| \| 6è \| Jacopo Guarnieri \| Groupama-FDJ \| + 0" \| \| \| 7è \| Edwin Ávila Vanegas \| Burgos-BH \| + 0" \| \| \| 8è \| Colin Joyce \| Rally Cycling \| + 0" \| \| \| 9è \| Felipe Orts Lloret \| Burgos-BH \| + 0" \| \| \| 10è \| Gil D'Heygere \| Tarteletto-Isorex \| + 0" \| \| |                      |                           |            |
| |                      |                           |            |
| Font: ProCyclingStats |                      |                           |            |
| Classificació de l'etapa |                      |                           |            |
| Corredor | Corredor             | Equip                     | Temps      |
| 1r | Arnaud Démare        | Groupama-FDJ              | 4h 09' 23" |
| 2n | Timothy Dupont       | Bingoal Pauwels Sauces WB | + 0"       |
| 3r | Caleb Ewan           | Lotto-Soudal              | + 0"       |
| 4t | Simone Consonni      | Cofidis                   | + 0"       |
| 5è | Sebastián Mora Vedri | Movistar Team             | + 0"       |
| 6è | Jacopo Guarnieri     | Groupama-FDJ              | + 0"       |
| 7è | Edwin Ávila Vanegas  | Burgos-BH                 | + 0"       |
| 8è | Colin Joyce          | Rally Cycling             | + 0"       |
| 9è | Felipe Orts Lloret   | Burgos-BH                 | + 0"       |
| 10è | Gil D'Heygere        | Tarteletto-Isorex         | + 0"       |

| \| Classificació general \| Classificació general \| Classificació general \| Classificació general \| Classificació general \| \| Corredor \| Corredor \| Equip \| Temps \| \| \| --------------------- \| --------------------- \| --------------------- \| --------------------- \| --------------------- \| \| 1r \| Miles Scotson \| Groupama-FDJ \| 8h 24' 10" \| \| \| 2n \| John Degenkolb \| Lotto-Soudal \| + 32" \| \| \| 3r \| Alan Riou \| Arkéa-Samsic \| + 34" \| \| \| 4t \| Enric Mas Nicolau \| Movistar Team \| + 35" \| \| \| 5è \| Nélson Oliveira \| Movistar Team \| + 36" \| \| \| 6è \| Victor Lafay \| Cofidis \| + 37" \| \| \| 7è \| Simone Consonni \| Cofidis \| + 38" \| \| \| 8è \| Colin Joyce \| Rally Cycling \| + 38" \| \| \| 9è \| Matis Louvel \| Arkéa-Samsic \| + 38" \| \| \| 10è \| Franck Bonnamour \| B&B Hotels p/b KTM \| + 38" \| \| |                   |                    |            |
| |                   |                    |            |
| Font: ProCyclingStats |                   |                    |            |
| Classificació general |                   |                    |            |
| Corredor | Corredor          | Equip              | Temps      |
| 1r | Miles Scotson     | Groupama-FDJ       | 8h 24' 10" |
| 2n | John Degenkolb    | Lotto-Soudal       | + 32"      |
| 3r | Alan Riou         | Arkéa-Samsic       | + 34"      |
| 4t | Enric Mas Nicolau | Movistar Team      | + 35"      |
| 5è | Nélson Oliveira   | Movistar Team      | + 36"      |
| 6è | Victor Lafay      | Cofidis            | + 37"      |
| 7è | Simone Consonni   | Cofidis            | + 38"      |
| 8è | Colin Joyce       | Rally Cycling      | + 38"      |
| 9è | Matis Louvel      | Arkéa-Samsic       | + 38"      |
| 10è | Franck Bonnamour  | B&B Hotels p/b KTM | + 38"      |

### Etapa 3
| \| Classificació de l'etapa \| Classificació de l'etapa \| Classificació de l'etapa \| Classificació de l'etapa \| Classificació de l'etapa \| \| Corredor \| Corredor \| Equip \| Temps \| \| \| ------------------------ \| ------------------------ \| ------------------------- \| ------------------------ \| ------------------------ \| \| 1r \| Enric Mas Nicolau \| Movistar Team \| 4h 11' 47" \| \| \| 2n \| Victor Lafay \| Cofidis \| + 2" \| \| \| 3r \| Élie Gesbert \| Arkéa-Samsic \| + 8" \| \| \| 4t \| Luis Ángel Maté Mardones \| Euskaltel-Euskadi \| + 29" \| \| \| 5è \| Gotzon Martín \| Euskaltel-Euskadi \| + 31" \| \| \| 6è \| Rémy Mertz \| Bingoal Pauwels Sauces WB \| + 31" \| \| \| 7è \| Nélson Oliveira \| Movistar Team \| + 35" \| \| \| 8è \| Rémy Rochas \| Cofidis \| + 38" \| \| \| 9è \| Stefan Küng \| Groupama-FDJ \| + 38" \| \| \| 10è \| Mikel Iturria Segurola \| Euskaltel-Euskadi \| + 1' 33" \| \| |                          |                           |            |
| |                          |                           |            |
| Font: ProCyclingStats |                          |                           |            |
| Classificació de l'etapa |                          |                           |            |
| Corredor | Corredor                 | Equip                     | Temps      |
| 1r | Enric Mas Nicolau        | Movistar Team             | 4h 11' 47" |
| 2n | Victor Lafay             | Cofidis                   | + 2"       |
| 3r | Élie Gesbert             | Arkéa-Samsic              | + 8"       |
| 4t | Luis Ángel Maté Mardones | Euskaltel-Euskadi         | + 29"      |
| 5è | Gotzon Martín            | Euskaltel-Euskadi         | + 31"      |
| 6è | Rémy Mertz               | Bingoal Pauwels Sauces WB | + 31"      |
| 7è | Nélson Oliveira          | Movistar Team             | + 35"      |
| 8è | Rémy Rochas              | Cofidis                   | + 38"      |
| 9è | Stefan Küng              | Groupama-FDJ              | + 38"      |
| 10è | Mikel Iturria Segurola   | Euskaltel-Euskadi         | + 1' 33"   |

| \| Classificació general \| Classificació general \| Classificació general \| Classificació general \| Classificació general \| \| Corredor \| Corredor \| Equip \| Temps \| \| \| --------------------- \| ------------------------ \| ------------------------- \| --------------------- \| --------------------- \| \| 1r \| Enric Mas Nicolau \| Movistar Team \| 12h 36' 22" \| \| \| 2n \| Victor Lafay \| Cofidis \| + 8" \| \| \| 3r \| Élie Gesbert \| Arkéa-Samsic \| + 17" \| \| \| 4t \| Luis Ángel Maté Mardones \| Euskaltel-Euskadi \| + 42" \| \| \| 5è \| Rémy Mertz \| Bingoal Pauwels Sauces WB \| + 44" \| \| \| 6è \| Nélson Oliveira \| Movistar Team \| + 46" \| \| \| 7è \| Stefan Küng \| Groupama-FDJ \| + 51" \| \| \| 8è \| Rémy Rochas \| Cofidis \| + 51" \| \| \| 9è \| Jonathan Lastra Martínez \| Caja Rural-Seguros RGA \| + 1' 48" \| \| \| 10è \| Gotzon Martín \| Euskaltel-Euskadi \| + 1' 55" \| \| |                          |                           |             |
| |                          |                           |             |
| Font: ProCyclingStats |                          |                           |             |
| Classificació general |                          |                           |             |
| Corredor | Corredor                 | Equip                     | Temps       |
| 1r | Enric Mas Nicolau        | Movistar Team             | 12h 36' 22" |
| 2n | Victor Lafay             | Cofidis                   | + 8"        |
| 3r | Élie Gesbert             | Arkéa-Samsic              | + 17"       |
| 4t | Luis Ángel Maté Mardones | Euskaltel-Euskadi         | + 42"       |
| 5è | Rémy Mertz               | Bingoal Pauwels Sauces WB | + 44"       |
| 6è | Nélson Oliveira          | Movistar Team             | + 46"       |
| 7è | Stefan Küng              | Groupama-FDJ              | + 51"       |
| 8è | Rémy Rochas              | Cofidis                   | + 51"       |
| 9è | Jonathan Lastra Martínez | Caja Rural-Seguros RGA    | + 1' 48"    |
| 10è | Gotzon Martín            | Euskaltel-Euskadi         | + 1' 55"    |

### Etapa 4
| \| Classificació de l'etapa \| Classificació de l'etapa \| Classificació de l'etapa \| Classificació de l'etapa \| Classificació de l'etapa \| \| Corredor \| Corredor \| Equip \| Temps \| \| \| ------------------------ \| ------------------------ \| ------------------------ \| ------------------------ \| ------------------------ \| \| 1r \| Stefan Küng \| Groupama-FDJ \| 16' 12" \| \| \| 2n \| Nélson Oliveira \| Movistar Team \| + 11" \| \| \| 3r \| Thibault Guernalec \| Arkéa-Samsic \| + 40" \| \| \| 4t \| Miles Scotson \| Groupama-FDJ \| + 41" \| \| \| 5è \| Arnaud Démare \| Groupama-FDJ \| + 1' 03" \| \| \| 6è \| Matis Louvel \| Arkéa-Samsic \| + 1' 08" \| \| \| 7è \| Sebastián Mora Vedri \| Movistar Team \| + 1' 09" \| \| \| 8è \| Alan Riou \| Arkéa-Samsic \| + 1' 12" \| \| \| 9è \| Xabier Mikel Azparren \| Euskaltel-Euskadi \| + 1' 13" \| \| \| 10è \| Diego López \| Equipo Kern Pharma \| + 1' 14" \| \| |                       |                    |          |
| |                       |                    |          |
| Font: ProCyclingStats |                       |                    |          |
| Classificació de l'etapa |                       |                    |          |
| Corredor | Corredor              | Equip              | Temps    |
| 1r | Stefan Küng           | Groupama-FDJ       | 16' 12"  |
| 2n | Nélson Oliveira       | Movistar Team      | + 11"    |
| 3r | Thibault Guernalec    | Arkéa-Samsic       | + 40"    |
| 4t | Miles Scotson         | Groupama-FDJ       | + 41"    |
| 5è | Arnaud Démare         | Groupama-FDJ       | + 1' 03" |
| 6è | Matis Louvel          | Arkéa-Samsic       | + 1' 08" |
| 7è | Sebastián Mora Vedri  | Movistar Team      | + 1' 09" |
| 8è | Alan Riou             | Arkéa-Samsic       | + 1' 12" |
| 9è | Xabier Mikel Azparren | Euskaltel-Euskadi  | + 1' 13" |
| 10è | Diego López           | Equipo Kern Pharma | + 1' 14" |

| \| Classificació general \| Classificació general \| Classificació general \| Classificació general \| Classificació general \| \| Corredor \| Corredor \| Equip \| Temps \| \| \| --------------------- \| ------------------------ \| ------------------------- \| --------------------- \| --------------------- \| \| 1r \| Stefan Küng \| Groupama-FDJ \| 12h 53' 25" \| \| \| 2n \| Nélson Oliveira \| Movistar Team \| + 6" \| \| \| 3r \| Enric Mas Nicolau \| Movistar Team \| + 36" \| \| \| 4t \| Victor Lafay \| Cofidis \| + 45" \| \| \| 5è \| Élie Gesbert \| Arkéa-Samsic \| + 1' 01" \| \| \| 6è \| Luis Ángel Maté Mardones \| Euskaltel-Euskadi \| + 1' 37" \| \| \| 7è \| Rémy Mertz \| Bingoal Pauwels Sauces WB \| + 1' 53" \| \| \| 8è \| Rémy Rochas \| Cofidis \| + 2' 03" \| \| \| 9è \| Miles Scotson \| Groupama-FDJ \| + 2' 26" \| \| \| 10è \| Matis Louvel \| Arkéa-Samsic \| + 2' 43" \| \| |                          |                           |             |
| |                          |                           |             |
| Font: ProCyclingStats |                          |                           |             |
| Classificació general |                          |                           |             |
| Corredor | Corredor                 | Equip                     | Temps       |
| 1r | Stefan Küng              | Groupama-FDJ              | 12h 53' 25" |
| 2n | Nélson Oliveira          | Movistar Team             | + 6"        |
| 3r | Enric Mas Nicolau        | Movistar Team             | + 36"       |
| 4t | Victor Lafay             | Cofidis                   | + 45"       |
| 5è | Élie Gesbert             | Arkéa-Samsic              | + 1' 01"    |
| 6è | Luis Ángel Maté Mardones | Euskaltel-Euskadi         | + 1' 37"    |
| 7è | Rémy Mertz               | Bingoal Pauwels Sauces WB | + 1' 53"    |
| 8è | Rémy Rochas              | Cofidis                   | + 2' 03"    |
| 9è | Miles Scotson            | Groupama-FDJ              | + 2' 26"    |
| 10è | Matis Louvel             | Arkéa-Samsic              | + 2' 43"    |

### Etapa 5
| \| Classificació de l'etapa \| Classificació de l'etapa \| Classificació de l'etapa \| Classificació de l'etapa \| Classificació de l'etapa \| \| Corredor \| Corredor \| Equip \| Temps \| \| \| ------------------------ \| ------------------------ \| ------------------------- \| ------------------------ \| ------------------------ \| \| 1r \| Arnaud Démare \| Groupama-FDJ \| 1h 56' 25" \| \| \| 2n \| Jon Aberasturi Izaga \| Caja Rural-Seguros RGA \| + 0" \| \| \| 3r \| Timothy Dupont \| Bingoal Pauwels Sauces WB \| + 0" \| \| \| 4t \| Simone Consonni \| Cofidis \| + 0" \| \| \| 5è \| Colin Joyce \| Rally Cycling \| + 0" \| \| \| 6è \| Caleb Ewan \| Lotto-Soudal \| + 0" \| \| \| 7è \| Alex Molenaar \| Burgos-BH \| + 0" \| \| \| 8è \| Bram Welten \| Arkéa-Samsic \| + 0" \| \| \| 9è \| Gerben Thijssen \| Lotto-Soudal \| + 0" \| \| \| 10è \| Francesco Di Felice \| MG.K Vis VPM \| + 0" \| \| |                      |                           |            |
| |                      |                           |            |
| Font: ProCyclingStats |                      |                           |            |
| Classificació de l'etapa |                      |                           |            |
| Corredor | Corredor             | Equip                     | Temps      |
| 1r | Arnaud Démare        | Groupama-FDJ              | 1h 56' 25" |
| 2n | Jon Aberasturi Izaga | Caja Rural-Seguros RGA    | + 0"       |
| 3r | Timothy Dupont       | Bingoal Pauwels Sauces WB | + 0"       |
| 4t | Simone Consonni      | Cofidis                   | + 0"       |
| 5è | Colin Joyce          | Rally Cycling             | + 0"       |
| 6è | Caleb Ewan           | Lotto-Soudal              | + 0"       |
| 7è | Alex Molenaar        | Burgos-BH                 | + 0"       |
| 8è | Bram Welten          | Arkéa-Samsic              | + 0"       |
| 9è | Gerben Thijssen      | Lotto-Soudal              | + 0"       |
| 10è | Francesco Di Felice  | MG.K Vis VPM              | + 0"       |

## Classificació general
| \| Classificació general \| Classificació general \| Classificació general \| Classificació general \| Classificació general \| \| Corredor \| Corredor \| Equip \| Temps \| \| \| --------------------- \| ------------------------ \| ------------------------- \| --------------------- \| --------------------- \| \| 1r \| Stefan Küng \| Groupama-FDJ \| 14h 49' 50" \| \| \| 2n \| Nélson Oliveira \| Movistar Team \| + 6" \| \| \| 3r \| Enric Mas Nicolau \| Movistar Team \| + 36" \| \| \| 4t \| Victor Lafay \| Cofidis \| + 45" \| \| \| 5è \| Élie Gesbert \| Arkéa-Samsic \| + 1' 01" \| \| \| 6è \| Luis Ángel Maté Mardones \| Euskaltel-Euskadi \| + 1' 37" \| \| \| 7è \| Rémy Mertz \| Bingoal Pauwels Sauces WB \| + 1' 53" \| \| \| 8è \| Rémy Rochas \| Cofidis \| + 2' 03" \| \| \| 9è \| Miles Scotson \| Groupama-FDJ \| + 2' 26" \| \| \| 10è \| Matis Louvel \| Arkéa-Samsic \| + 2' 43" \| \| |                          |                           |             |
| |                          |                           |             |
| Font: ProCyclingStats |                          |                           |             |
| Classificació general |                          |                           |             |
| Corredor | Corredor                 | Equip                     | Temps       |
| 1r | Stefan Küng              | Groupama-FDJ              | 14h 49' 50" |
| 2n | Nélson Oliveira          | Movistar Team             | + 6"        |
| 3r | Enric Mas Nicolau        | Movistar Team             | + 36"       |
| 4t | Victor Lafay             | Cofidis                   | + 45"       |
| 5è | Élie Gesbert             | Arkéa-Samsic              | + 1' 01"    |
| 6è | Luis Ángel Maté Mardones | Euskaltel-Euskadi         | + 1' 37"    |
| 7è | Rémy Mertz               | Bingoal Pauwels Sauces WB | + 1' 53"    |
| 8è | Rémy Rochas              | Cofidis                   | + 2' 03"    |
| 9è | Miles Scotson            | Groupama-FDJ              | + 2' 26"    |
| 10è | Matis Louvel             | Arkéa-Samsic              | + 2' 43"    |

## Evolució de les classificacions
| Etapa              | Vencedor           | Classificació general | Classificació per punts | Classificació de la muntanya | Classificació dels joves | Classificació per equips |
| ------------------ | ------------------ | --------------------- | ----------------------- | ---------------------------- | ------------------------ | ------------------------ |
| 1                  | Miles Scotson      | Miles Scotson         | Miles Scotson           | Ibon Ruiz                    | Alan Riou                | Groupama-FDJ             |
| 2                  | Arnaud Démare      | Miles Scotson         | Simone Consonni         | Ibon Ruiz                    | Alan Riou                | Groupama-FDJ             |
| 3                  | Enric Mas          | Enric Mas             | Enric Mas               | Ibon Ruiz                    | Victor Lafay             | Movistar                 |
| 4                  | Stefan Küng        | Stefan Küng           | Stefan Küng             | Ibon Ruiz                    | Victor Lafay             | Movistar                 |
| 5                  | Arnaud Démare      | Stefan Küng           | Arnaud Démare           | Ibon Ruiz                    | Victor Lafay             | Movistar                 |
| Classements finals | Classements finals | Stefan Küng           | Arnaud Démare           | Ibon Ruiz                    | Victor Lafay             | Movistar                 |